# اس‌اس کسرتا
اس‌اس کسرتا (به انگلیسی: SS Caserta) یک کشتی بود که طول آن ۴۲۰ فوت (۱۳۰ متر) بود. این کشتی در سال ۱۹۰۵ ساخته شد.